# Józef Bek

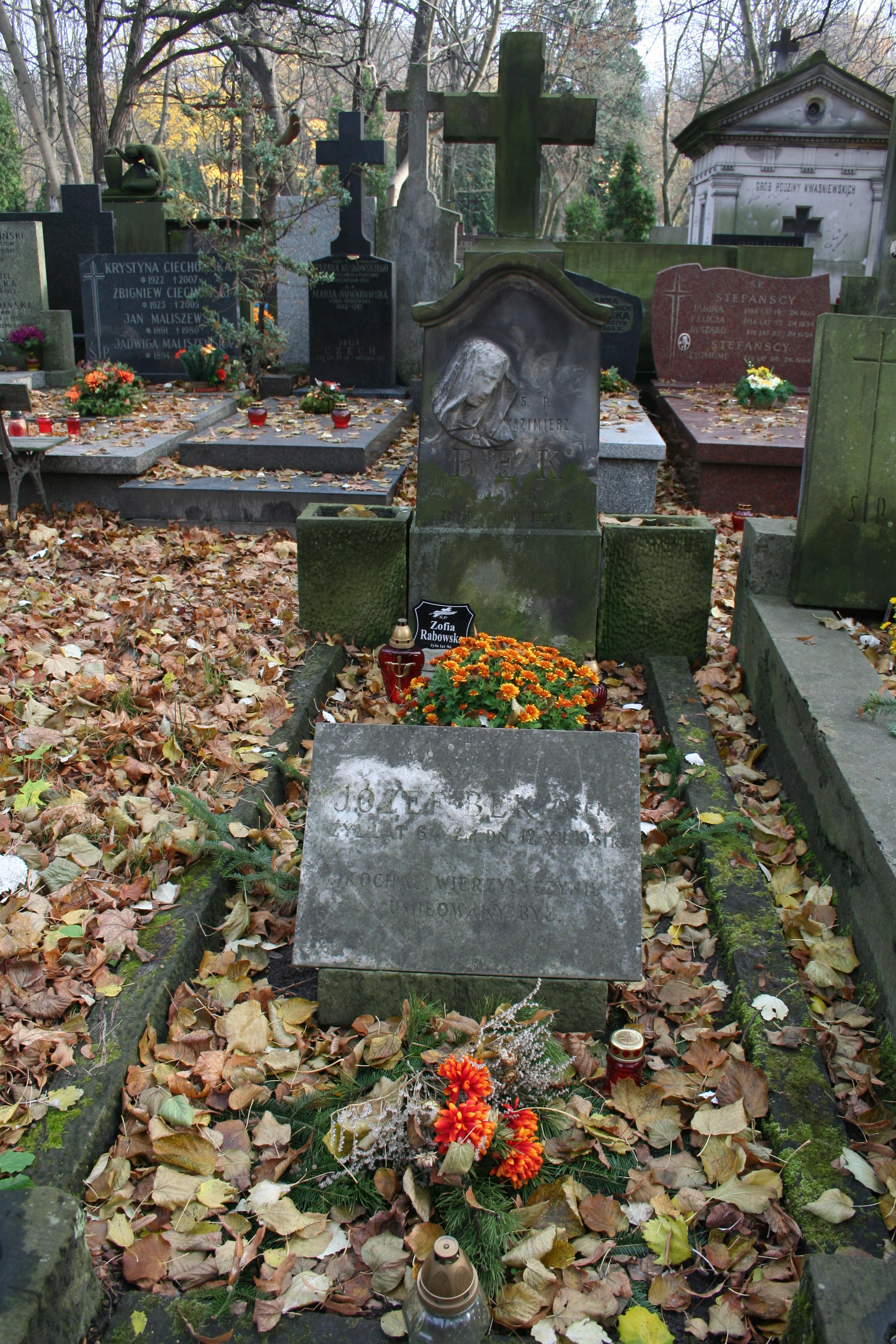
Grób Józefa Beka na warszawskim cmentarzu Powązkowskim

Józef Alojzy Bek (Beck) (ur. 21 lipca 1867 w Białej Podlaskiej, zm. 12 grudnia 1931 w Warszawie) – prawnik, działacz polityczny (socjalista), społeczny i oświatowy, publicysta, teoretyk ruchu spółdzielczego i samorządu terytorialnego. Ojciec Józefa Becka, ostatniego ministra spraw zagranicznych w II RP.

## Życiorys

### Początki
Przez długi czas mieszkał w Warszawie, gdzie był poważanym prawnikiem. Działał też w ruchu robotniczym, zakładając Związek Robotników Polskich. Za działalność w tajnych organizacjach niepodległościowych otrzymał karę więzienia. Chcąc jej uniknąć, porzucił Warszawę i w końcu osiadł w zaborze austriackim (Galicja), gdzie represje wobec Polaków były dużo mniejsze niż w zaborze rosyjskim. 

### Działalność w Galicji
Na miejsce pobytu wybrał Limanową i od początku podjął pracę na rzecz lokalnego samorządu. W 1899 został tam sekretarzem Rady Powiatowej. W 1900 wraz z małżonką Bronisławą założył powiatowe koło Towarzystwa Szkół Ludowych, które uruchomiło 11 bibliotek (jedną z nich jest obecna Biblioteka Miejska w Limanowej). Propagował nowoczesne formy gospodarowania, organizował Kółka Rolnicze, kursy oświatowe, odczyty, uroczystości patriotyczne, dzięki czemu nie do przecenienia są jego zasługi dla Limanowszczyzny.
W 1905 został członkiem Ligi Narodowej. Należał też do Stronnictwa Demokratyczno-Narodowego, zasiadając od 1907 w jego Komitecie Głównym. W 1914 związał się z ruchem legionowym.

### Życie w niepodległej II RP
Gdy Polska odzyskała niepodległość, po dwudziestu latach pobytu w Limanowej, Bek z rodziną powrócił do Warszawy. W latach 1919–1920 był wiceministrem spraw wewnętrznych. Publikował prace na temat samorządu terytorialnego i piastował stanowisko prezesa Związku Powiatów RP. Założył i redagował pismo „Samorząd Terytorialny”. Do śmierci pozostał sympatykiem „wolnościowego socjalizmu” Edwarda Abramowskiego. Od 1919 roku członek Trybunału Stanu.
Józef Bek spoczywa na cmentarzu Powązkowskim w Warszawie (kwatera 220-5-29).

## Pisownia nazwiska
Józef Bek usunął literę c z pisowni swojego nazwiska. Istnieją dwie teorie mówiące, dlaczego to zrobił. Pierwsza zakłada, że po prostu chciał spolszczyć pisownię, druga natomiast, że było to utrudnienie władzom carskim poszukiwań jego osoby i wyciągnięcia konsekwencji za działalność niepodległościową.

## Ordery i odznaczenia
- Krzyż Komandorski Orderu Odrodzenia Polski (30 kwietnia 1927)[3]
- Krzyż Niepodległości (24 października 1931)[4]
- Złoty Krzyż Zasługi (9 listopada 1931)[5]